# 9127 Brucekoehn
9127 Brucekoehn è un asteroide della fascia principale. Scoperto nel 1998, presenta un'orbita caratterizzata da un semiasse maggiore pari a 3,1805570 UA e da un'eccentricità di 0,1109539, inclinata di 2,91078° rispetto all'eclittica.